# Lætitia Masson
Pour les articles homonymes, voir Masson.
Lætitia Masson, née le 18 août 1966 à Épinal, est une réalisatrice, actrice et scénariste française.

## Biographie
Lætitia Masson passe son enfance et son adolescence à Nancy où sa mère est professeur d'anglais. Parallèlement à ses réalisations cinématographiques notables comme En avoir (ou pas) en 1995 ou Pourquoi (pas) le Brésil en 2004, Lætitia Masson s'intéresse à la production de séries télévisées : 3000 Scénarios contre un virus (court métrage Vertige de l'amour, 1994) et X femmes (court métrage Enculées, 2008). Elle a également contribué au collectif télévisuel produit par Arte, Moving the Arts, coréalisé avec Atom Egoyan, Hal Hartley, Jia Zhangke, Julio Medem et Christian Petzold.
Elle réalise ensuite le téléfilm Petite Fille (2011).
Lætitia Masson est aussi l'auteure régulière de numéros du web magazine Blow Up créé par Luc Lagier pour la plateforme numérique d'Arte.

## Filmographie

### Réalisatrice et scénariste

#### Longs métrages
- 1995 : En avoir (ou pas)
- 1998 : À vendre
- 2000 : Love Me
- 2002 : La Repentie
- 2004 : Pourquoi (pas) le Brésil
- 2008 : Coupable
- 2011 : Petite Fille[2], téléfilm de la collection Vengeance de France 3
- 2014 : GHB
- 2022 : Chevrotine, téléfilm pour Arte, d'après le roman éponyme d'Éric Fottorino.
- 2023 : Un hiver en été

#### Courts métrages
- 1988 : Les Petits Bateaux (dans le cadre du Groupe de recherches et d'essais cinématographiques (GREC)
- 1991 : Chant de guerre parisien
- 1993 : Nulle part
- 1994 : 3000 Scénarios contre un virus, série télévisée pour la prévention, court métrage Vertige de l'amour
- 1996 : Je suis venue te dire...
- 2001 : Emmenez-la, avec Christine Angot, série L'Érotisme vu par..., Canal+
- 2008 : X femmes, série d'anthologie, saison 1, segment Enculées
- 2010 : Moving the Arts, collectif télévisuel.
- 2013 : Rudy Ricciotti l'orchidoclaste, documentaire (53 min)[3]

#### Séries télévisées
- 2018 : Aurore, mini-série pour Arte

- 2024 : Citoyens clandestins, mini-série pour Arte

### Autres
- 1990 : Les Dernières Heures du millénaire, court métrage de Cédric Kahn : actrice
- 1991 : La Belle Noiseuse de Jacques Rivette : assistante-cadrage
- 1991 : Les Surprises du ver à soie, court métrage de Jean-Claude Janer : codirection de la photographie avec Caroline Roussel
- 1991 : Bar des rails de Cédric Kahn : scénario
- 1992 : Lents que nous sommes, court métrage de Vivianne Perelmuter : codirection de la photographie avec Laure Dolfuss
- 1992 : La Table d'émeraude, court métrage de Pierre Bourgeade : direction de la photographie
- 1993 : Les gens normaux n'ont rien d'exceptionnel de Laurence Ferreira Barbosa : actrice (non créditée)
- 1996 : Souvenir de Michael Shamberg : actrice (la fille à la cigarette)[4]
- 2004 : Un grain de beauté, court métrage d'Odile Abergel : actrice (la sixième comédienne)
- 2009 : Falling in love again, documentaire sur l'enregistrement à Nashville par Jean-Louis Murat de son album Le Cours ordinaire des choses
- 2010 : Réalisation du concert au Casino de Paris de Benjamin Biolay et portrait d'une heure trente de l'artiste intitulé Dans ta bouche
- 2013 : The end, etc., web-fiction interactive[5]
- 2023 : Le Procès Goldman de Cédric Kahn : actrice
- 2025 : Nouvelle Vague de Richard Linklater : coscénariste

## Théâtre
- 2005 : Laissez-moi, adaptation théâtrale de l'essai de Marcelle Sauvageot  : mise en scène

## Distinctions

### Récompenses
- Berlinale 1996 :
  - Prix CICAE (Confédération Internationale des Cinémas d'Art et d'Essai Européens) avec Mention honorable pour En avoir (ou pas)
  - Prix œcuménique du jury pour En avoir (ou pas)

### Nominations et sélections
- César 1996 : César du meilleur premier film pour En avoir (ou pas)
- Berlinale 2000 : en compétition pour l'Ours d'or pour Love Me
- Festival de Locarno 2004 : en compétition pour le Léopard d'or pour Pourquoi (pas) le Brésil